# Kharílaos G. Stavrákis
Kharílaos G. Stavrákis (en grec moderne : Χαρίλαος Γ. Σταυράκης), né en 1956,, est un homme politique chypriote.

## Biographie
Il est diplômé de l'université de Cambridge et de l'université Harvard.
Il est ministre des Finances entre le 29 février 2008 et le 5 août 2011 dans le gouvernement du président de la République Dimítris Khristófias.